# Hits! The Videos
Hits! The Videos son dos DVD, el primero contiene todos los videos que realizó Erasure hasta la fecha de edición del mismo, el segundo contiene material inédito y entrevistas.

## DVD
Disco 1
1. Who Needs Love (Like That) 3:05 	(Clarke)
2. Heavenly Action 3:23
3. Oh L'Amour 3:09
4. Sometimes 3:45
5. It Doesn't Have to Be 3:46
6. Victim of Love 3:39
7. The Circus 4:10
8. Ship of Fools 4:00
9. Chains of Love 3:41
10. A Little Respect 3:33
11. Stop! 2:57
12. Drama! 4:10
13. You Surround Me 3:57
14. Blue Savannah 4:26
15. Star 	3:38
16. Chorus 4:19
17. Love To Hate You 3:51
18. Am I Right? 4:18
19. Breath of Life 3:47
20. Lay All Your Love On Me 4:42 (B. Anderson/B. Ulvaeus)
21. S.O.S. 3:48 (S. Anderson/B. Anderson/B. Ulvaeus)
22. Take A Chance On Me 3:49 (B. Anderson/B. Ulvaeus) rap por MC Kinky
23. Voulez Vous 	5:34 (B. Anderson/B. Ulvaeus)
24. Always 4:05
25. Run to the Sun 4:09
26. I Love Saturday 4:01
27. Stay with Me 	4:19
28. Fingers & Thumbs (Cold Summer's Day) 4:31
29. Rock Me Gently 4:07
30. In My Arms 3:30
31. Don't Say Your Love Is Killing Me 3:41
32. Rain 	4:18
33. Freedom 2:57
34. Solsbury Hill 4:17 (Peter Gabriel)
35. Make Me Smile (Come Up & See Me) 3:31 (Steve Harley)

Disco 2
Rare Videos -videos raros-
1. Sometimes (Top Of The Pops Debut) Nov 1986 	3:13
2. Sono Luminus (Acoustic Version) 1995 	4:35
3. In My Arms (U.S. Version) 1997 	3:31
4. Too Darn Hot (Taken From Red Hot + Blue) 1990 3:44 	Cole Porter

Live Performances -presentaciones en vivo
1. Leave Me To Bleed (The Circus Tour) 1987 	3:40
2. A Little Respect (The Innocents Tour) 1988 	3:40
3. Supernature (Wild! Tour) 1989 5:15 Cerrone/Wisniak/Lovich
4. Waiting For The Day (Phantasmagorical Tour) 1992 	3:39
5. Fingers & Thumbs (Cold Summer's Day) (The Tiny Tour) 1996 	5:02

Promotional Documentaries -promoción de discos-
1. 1991 - Chorus 	24:00
2. 1992 - Pop! 	30:36
3. 1994 - I Say I Say I Say 	26:02
4. 1995 - Erasure 	15:38
5. 1997 - Cowboy 	4:38
6. 2003 - Hits! 	27:05

## Créditos
Todos los temas escritos por (Clarke/Bell) excepto los indicados.
- Diseño de arte: Chromosoma
- Coordinación de proyecto: Shaun Connon
- Realizado por: Pa Taylor, Technicolor
- Productor ejecutivo: John Moule

## Datos adicionales
Hits! The Videos tiene 3 temas ocultos, que en inglés se los suele llamar huevos de Pascua (Easter Egg):
1. Oh L'Amour (Dark Club Version) 3:11
2. Who Needs Love (Like That) (Hamburg Mix) 3:05
3. Wooden Heart (Live Acoustic) 2:41 Clásico de Elvis Presley escrito por (Wise/Weisman/Twomey/Kaemfert). Grabación de una presentación en un bar, aproximadamente en 1986/7.